# Leo Wehrli

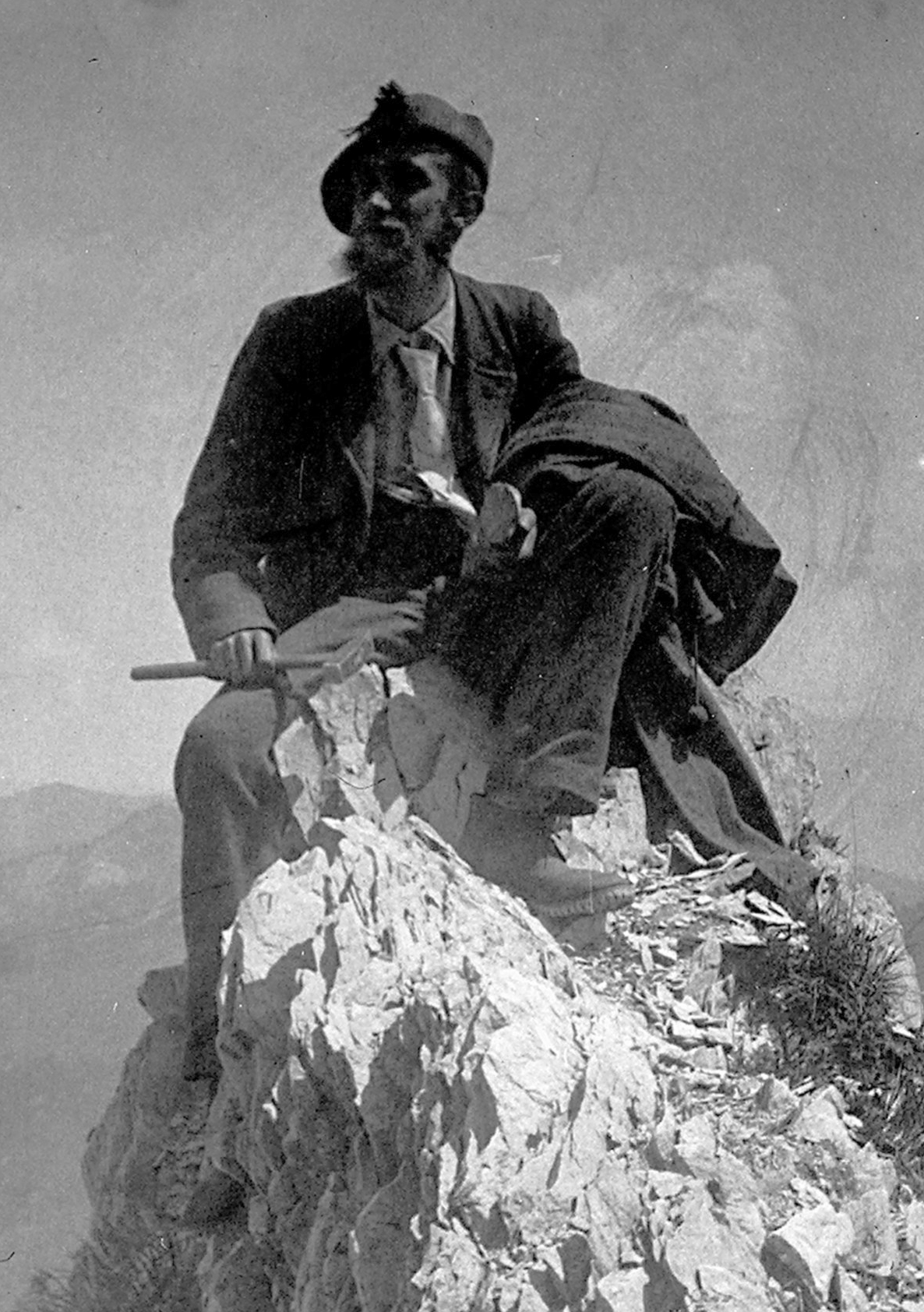
Selbstporträt von Leo Wehrli am Grossen Mythen (1896)

Leo Wehrli (geb. 25. Februar 1870 in Aarau; gest. 28. März 1954 in Zürich) war ein Schweizer Geologe, Gymnasiallehrer, Forschungsreisender und Fotograf.

## Leben und Wirken

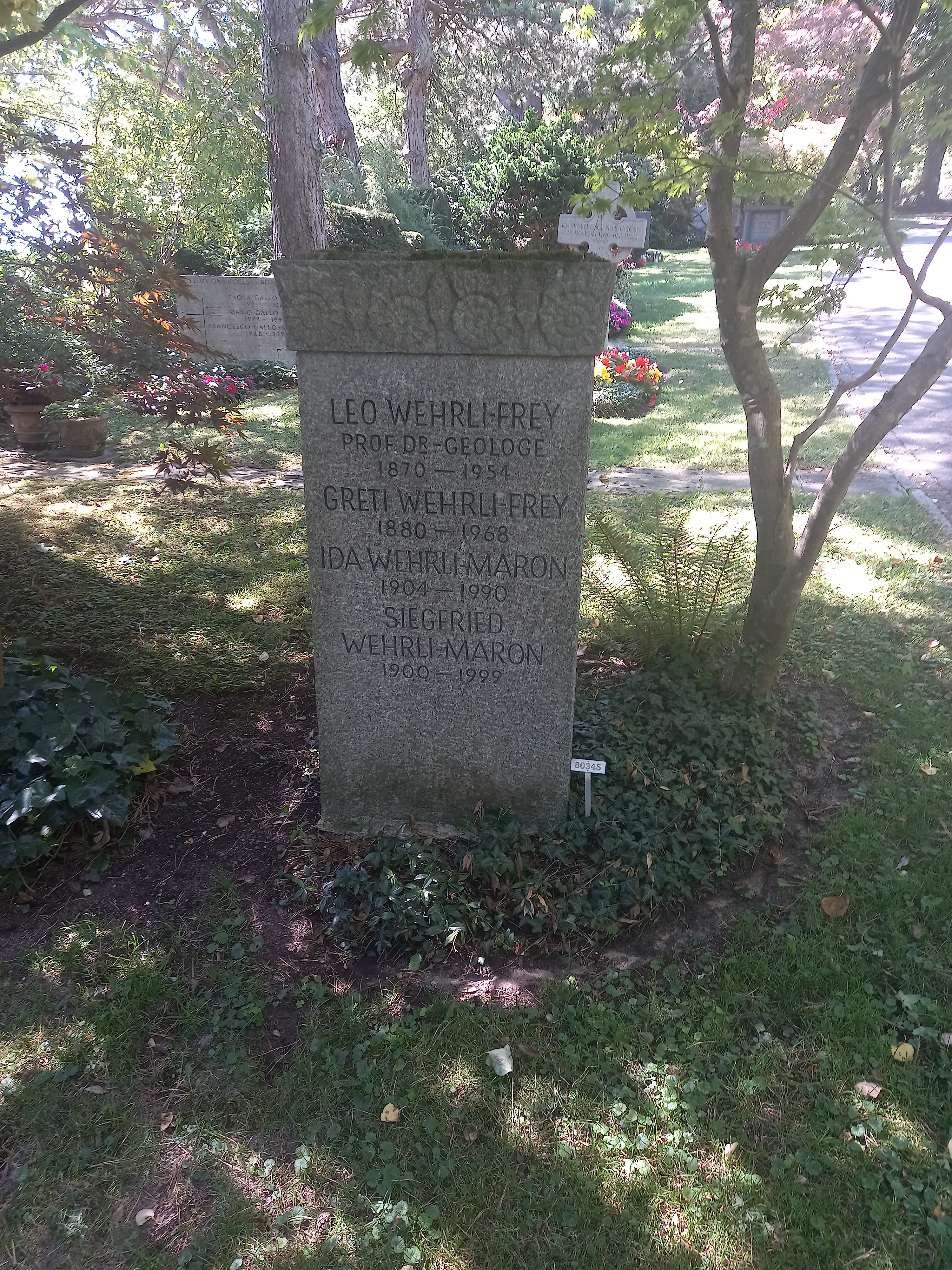
Das Grab von Leo Wehrli und seiner Ehefrau Margaretha Frey auf dem Friedhof Fluntern in Zürich

Leo Wehrli studierte Musik, Botanik, Chemie, Mineralogie, Petrographie und Geologie in Berlin und Zürich und wurde Assistent von Albert Heim. Nach dem Einreichen seiner Dissertation über das Dioritgebiet von Schleins und Disentis begab er sich zusammen mit Carl Emanuel Burckhardt 1896 nach Argentinien. Im Auftrag des La-Plata-Museums und der argentinischen Regierung erforschte er die Anden und überquerte diese während seines zweijährigen Aufenthaltes mindestens fünf Mal. Schwerpunkte seiner Arbeit waren die argentinisch-chilenische Grenzbereinigung (beide Länder hatten erst 1881 einen Grenzvertrag unterzeichnet) sowie die Bestimmung der Gipfellinien und Wasserscheidefragen.
Nach seiner Rückkehr arbeitete er von 1900 bis 1935 als Lehrer für Geologie und Chemie an der Höheren Töchterschule in Zürich. Sein Laborgehilfe und rechte Hand war Gotthold Laupper (1873–1944) der Erfinder der «Laupper-Sonde», die erfolgreich gegen die berüchtigten Heuselbstentzündung (Heustockbrände) eingesetzt wurde.
Als Referent für das Geologisches Centralblatt in Berlin verfasste Wehrli zwischen 1901 und 1912 fast 500 Referate. Er unternahm weitere Reisen durch Europa und Nordafrika sowie 1938 abermals nach Argentinien. Seine Forschungsergebnisse fasste er in zahlreichen Beiträgen zusammen, unter anderem für das Geographische Lexikon der Schweiz.
Er beteiligte sich an der Gründung der Zürcher Volkshochschule und hielt dort von 1921 bis 1953 Vorlesungen. Von 1931 bis 1951 gehörte er der Kommission des Schweizer Alpen-Club SAC für die Zentralbibliothek des Schweizer Alpen-Clubs an und war für die Dauer von 14 Jahren ihr Präsident.
Leo Wehrli war verheiratet mit Anna Margaretha (Grethi), geborene Frey, und Vater von Edmund Wehrli. Nach kurzer Krankheit verstarb er am 28. März 1954 im Alter von 84 Jahren. Er hinterliess eine Sammlung von 15'000 Diapositiven, die zum Teil von seiner Frau von Hand koloriert wurden. Ein Grossteil der Werke wird vom Bildarchiv der ETH-Bibliothek online bereitgestellt.

### Bilder von Leo Wehrli

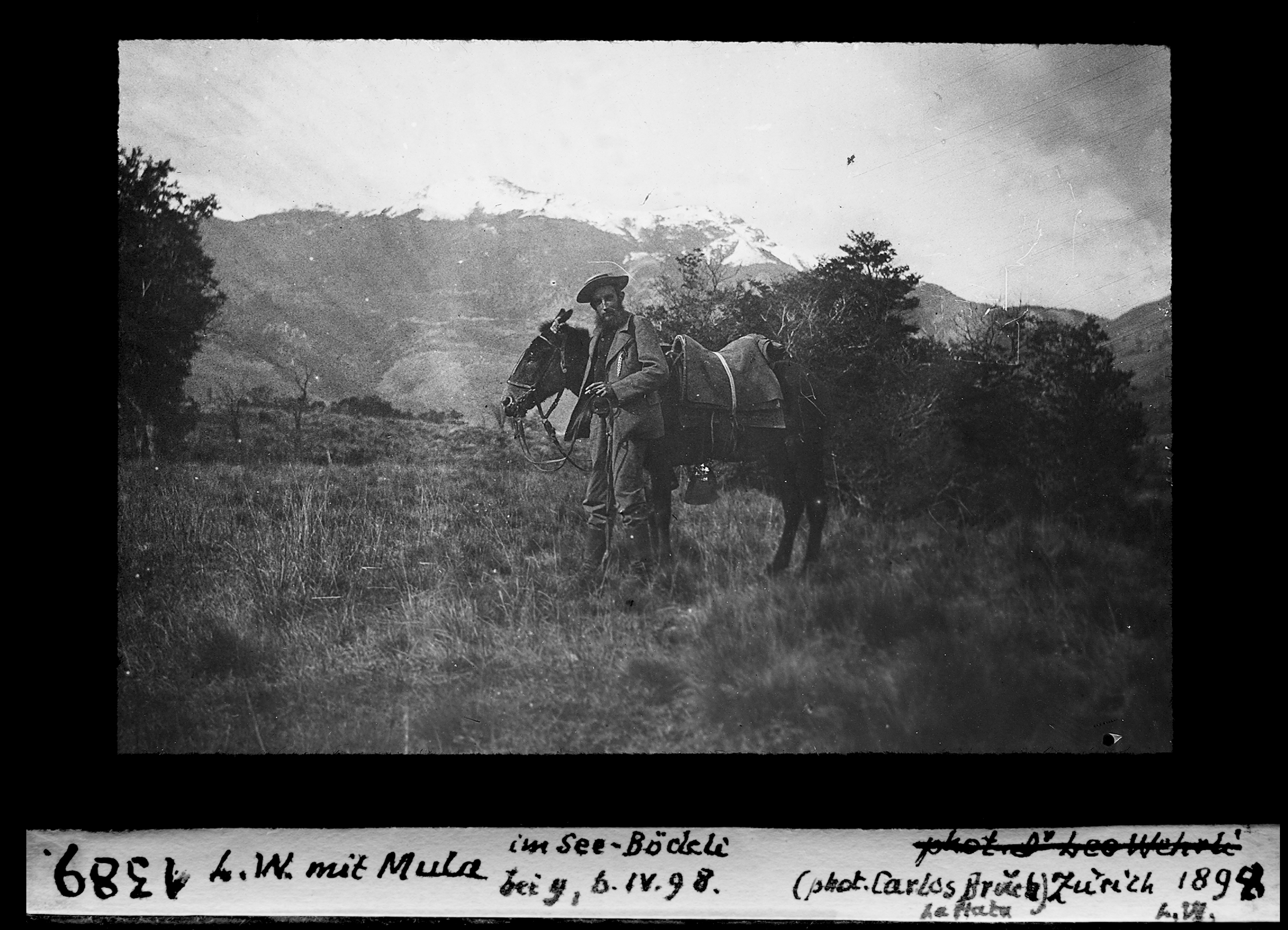
Leo Wehrli mit Maultier, Expedition zur Grenzbereinigung (1898)
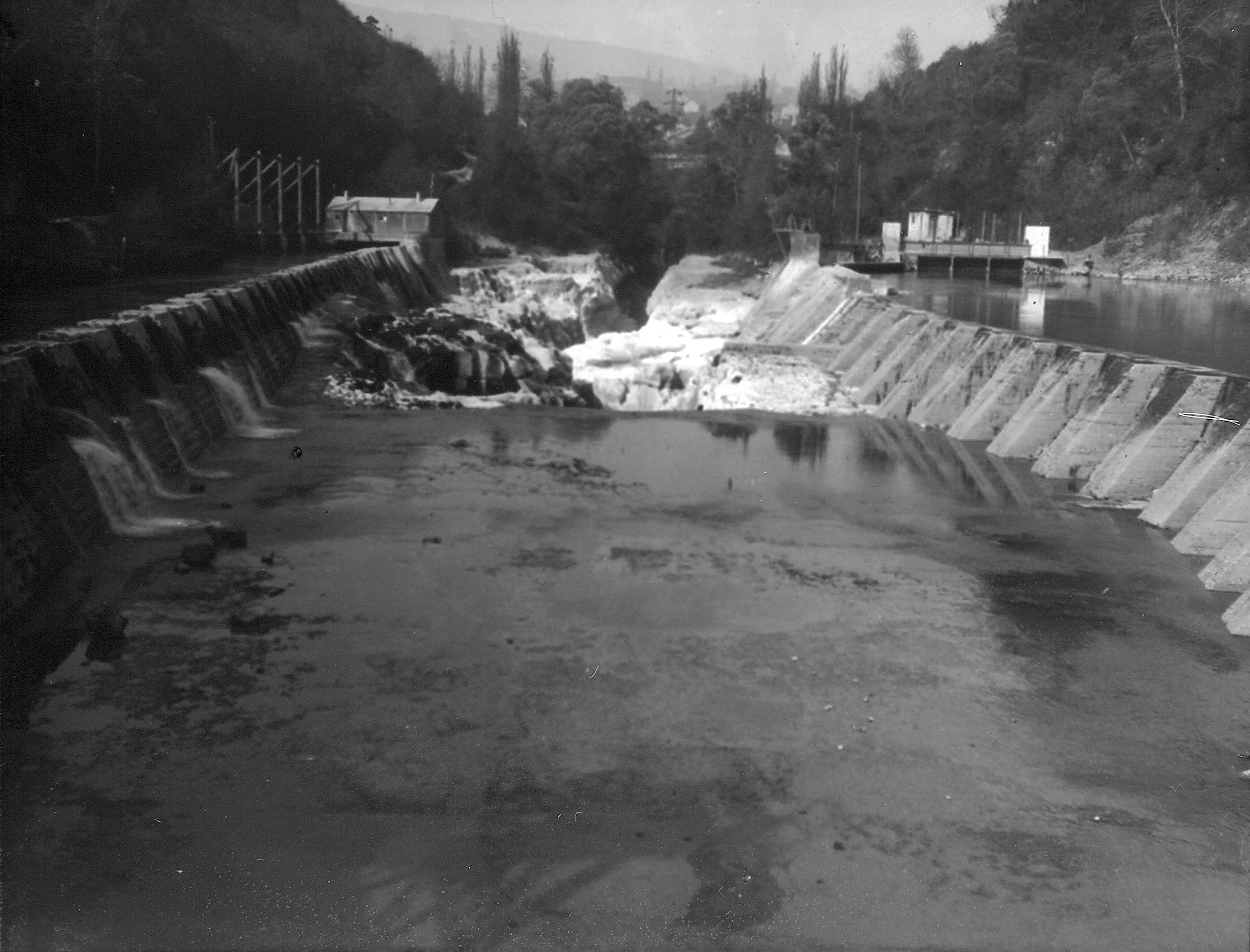
Pertes du Rhône vor der Überflutung (1931)
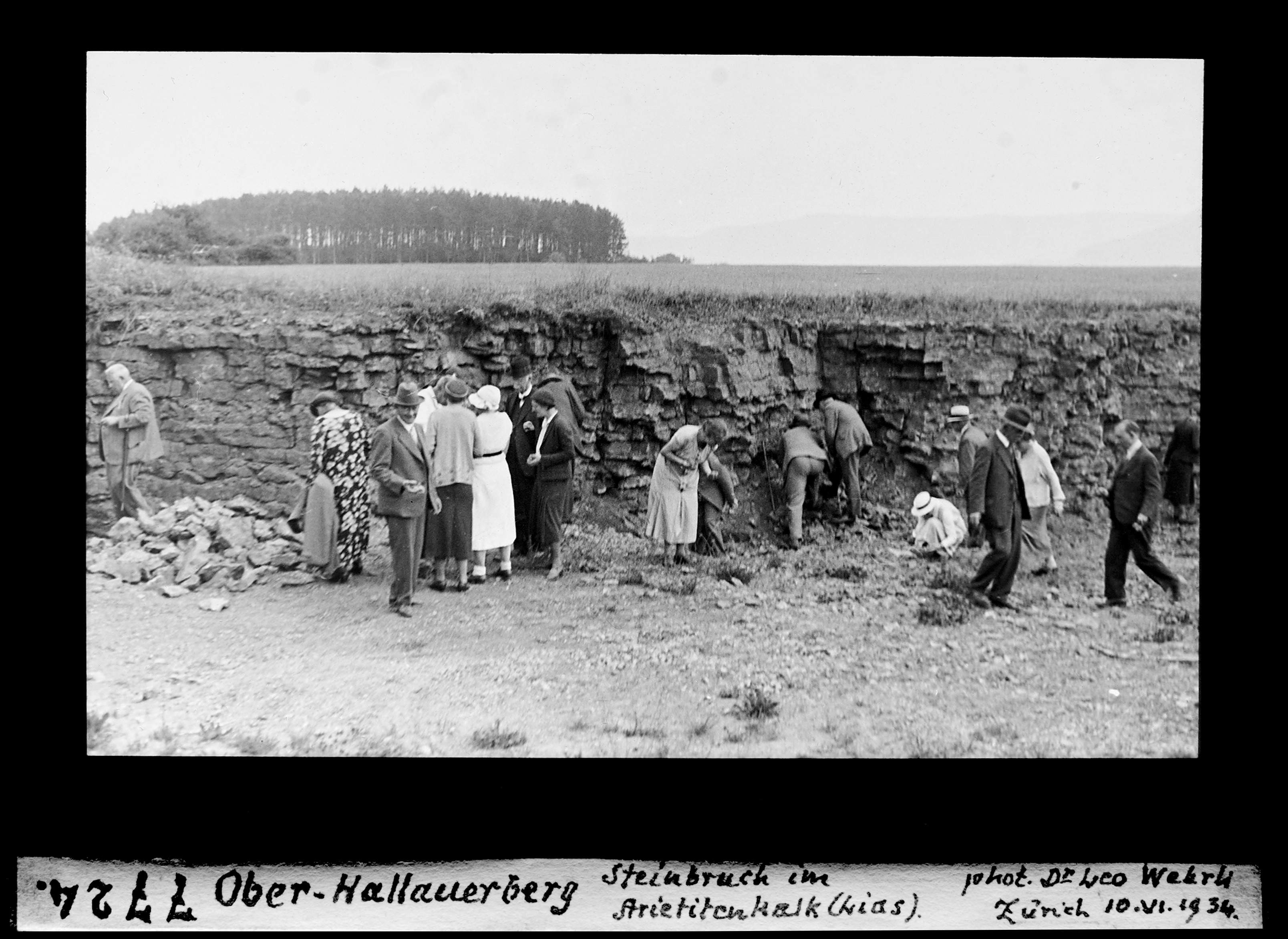
Die VHS Zürich auf Fossilien-Exkursion in Hallau
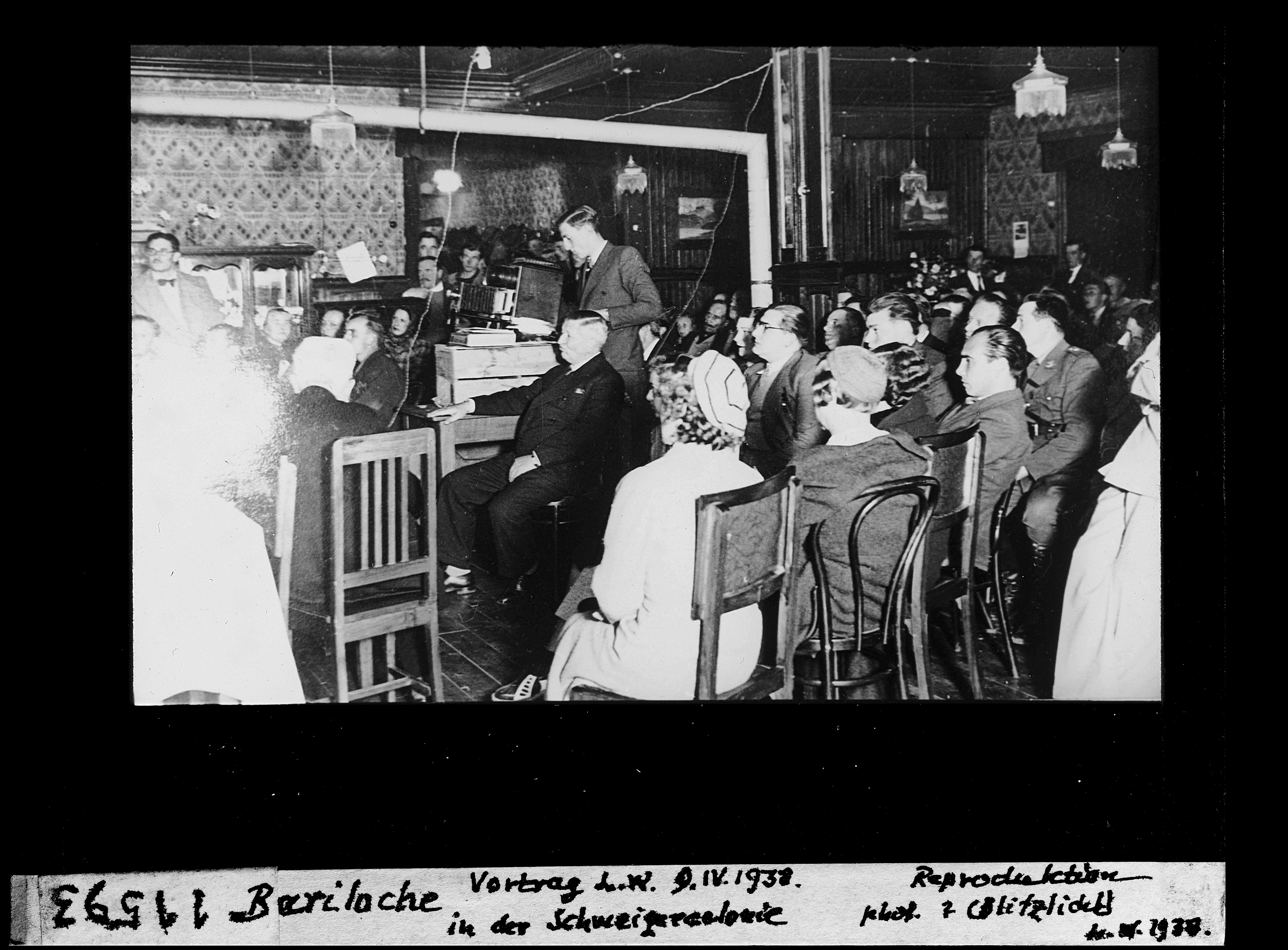
Bariloche, Vortrag Leo Wehrli in der Schweizercolonie (1938)
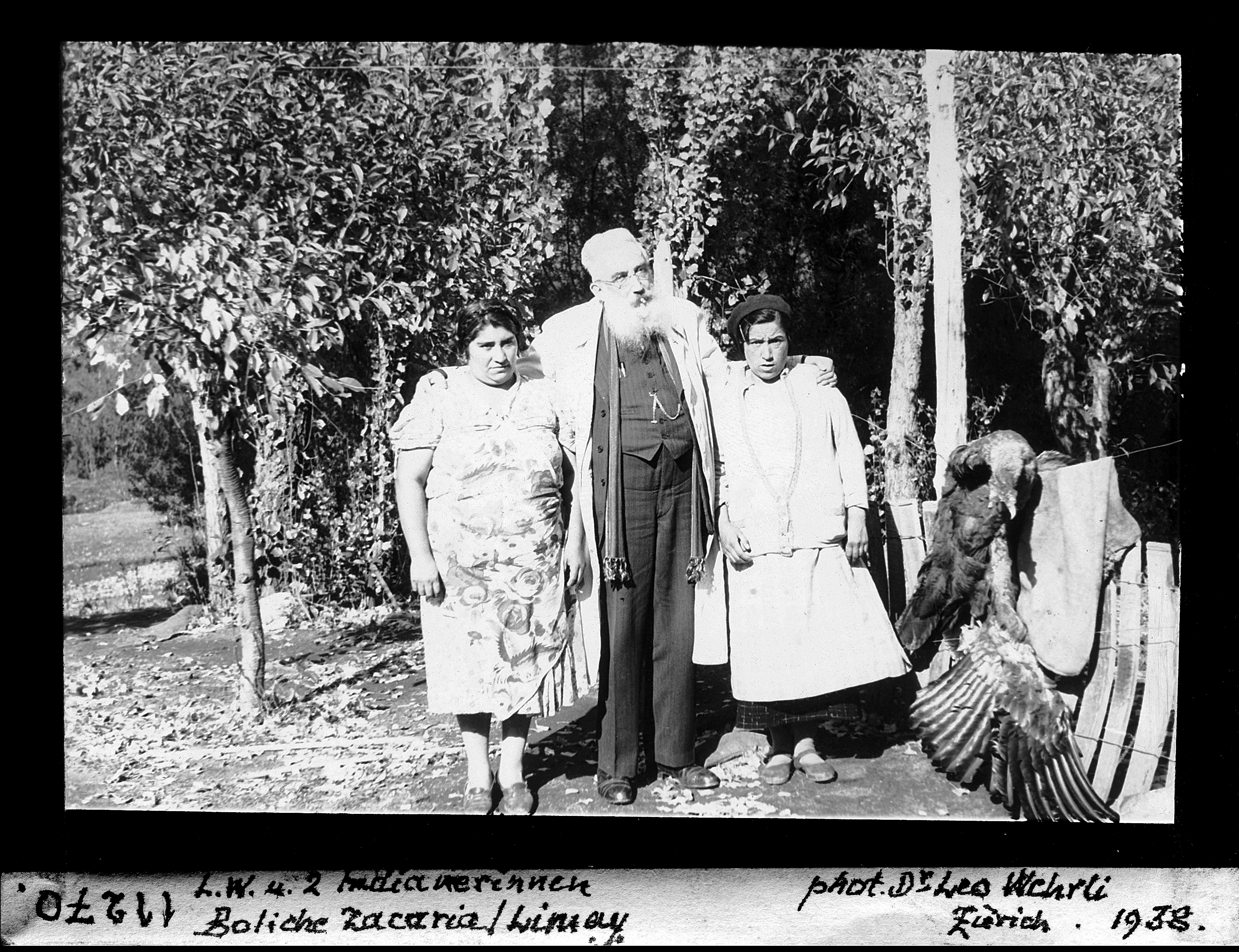
Leo Wehrli und zwei Indianerinnen, Boliche Zacaria, Limay (1938)
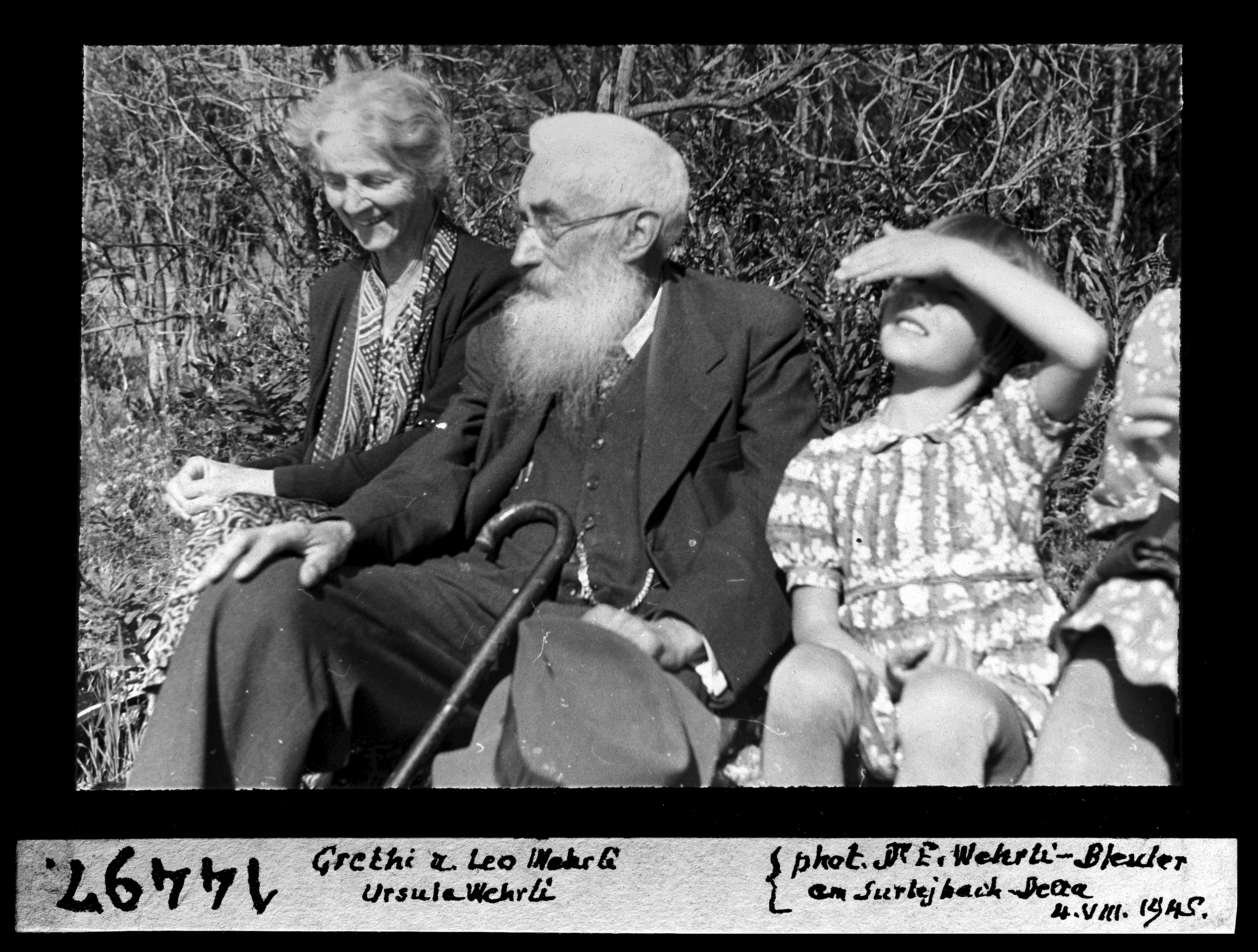
Grethi, Leo und Ursula Wehrli (1945)
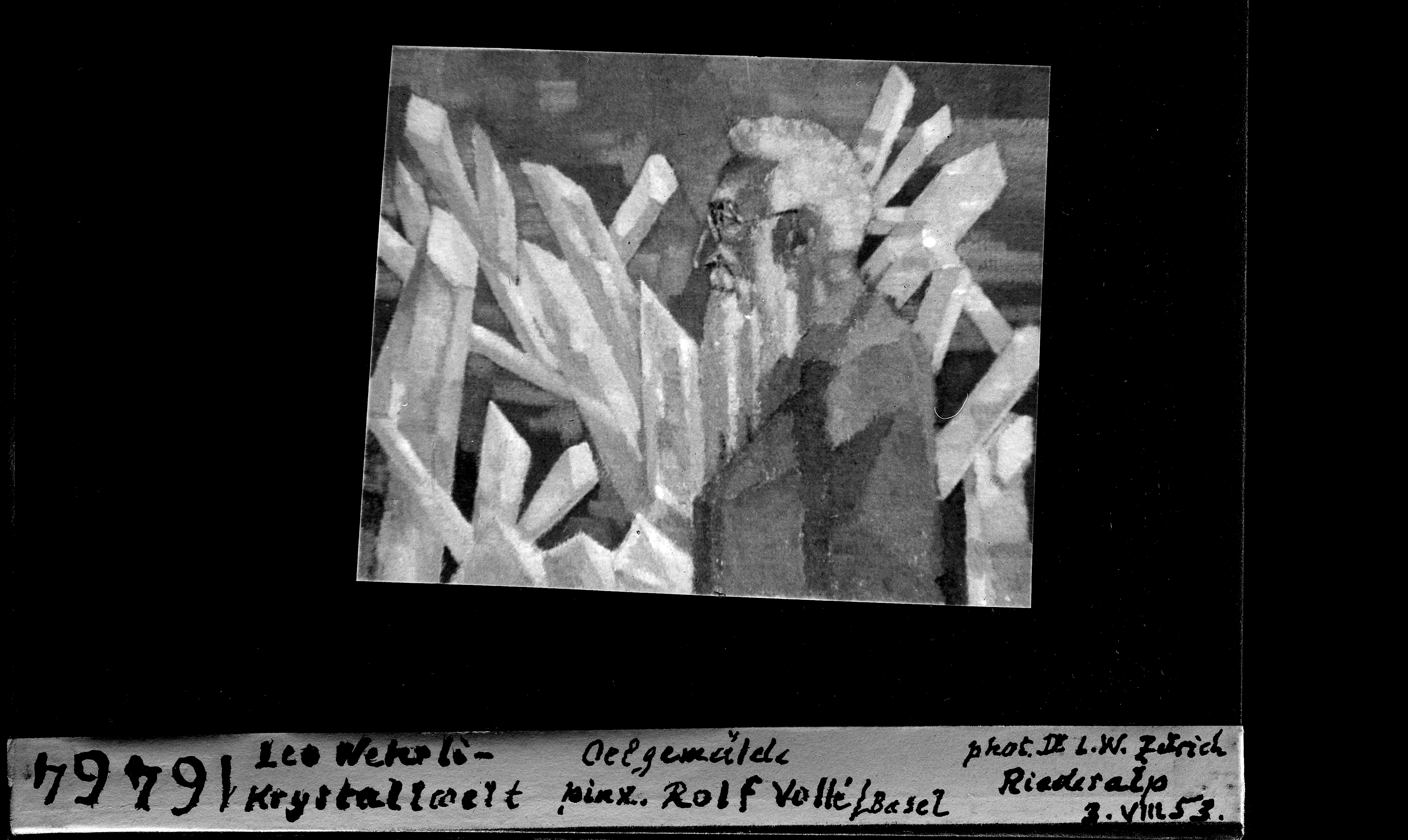
Leo Wehrli, Krystallwelt, Oelgemälde pinx. Rolf Vollé (1953)

### Bilder von Leo Wehrli, koloriert von M. Wehrli-Frey

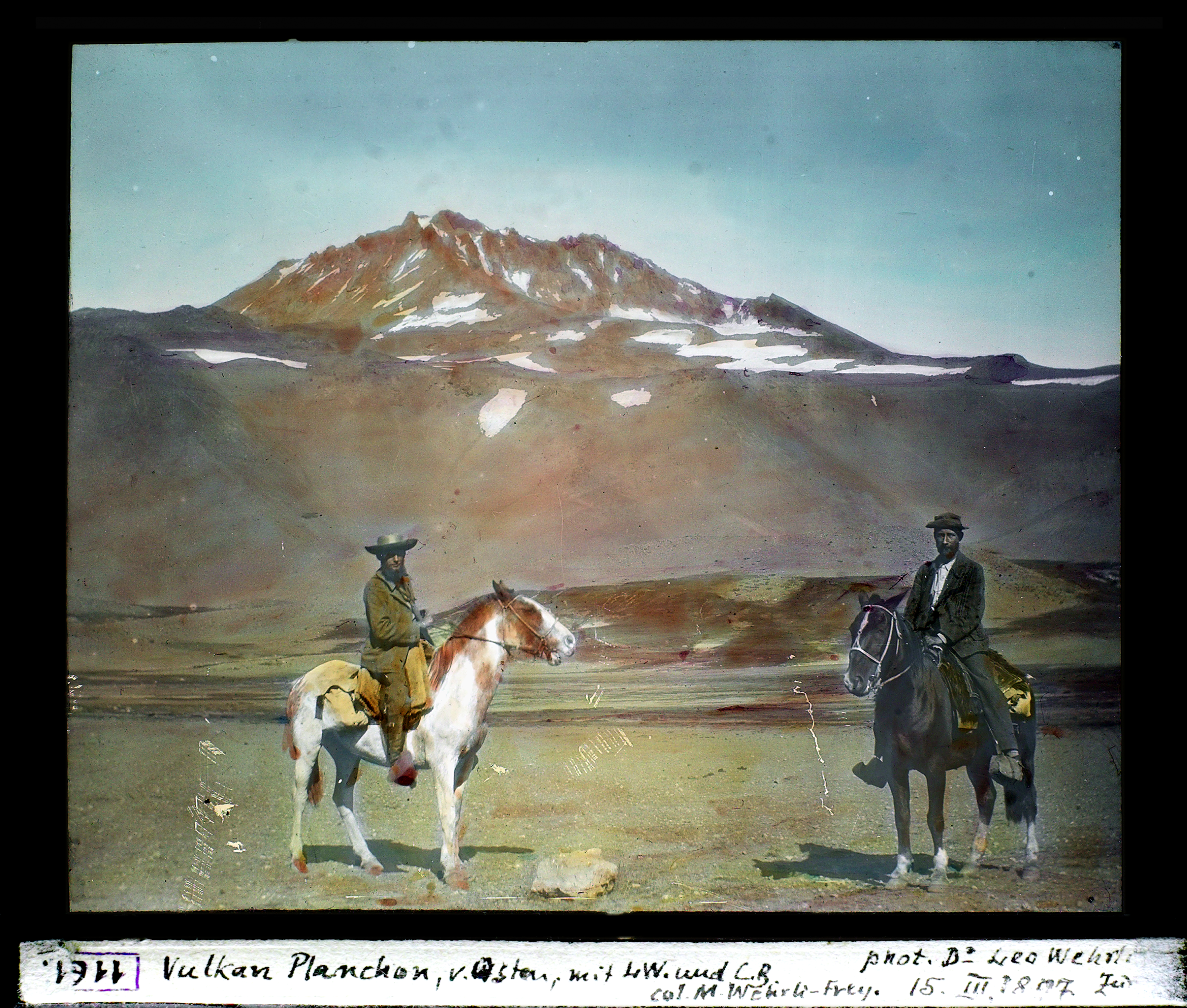
Leo Wehrli und Carlos Bruck vor dem Vulkan Planchón-Peteroa (1897)
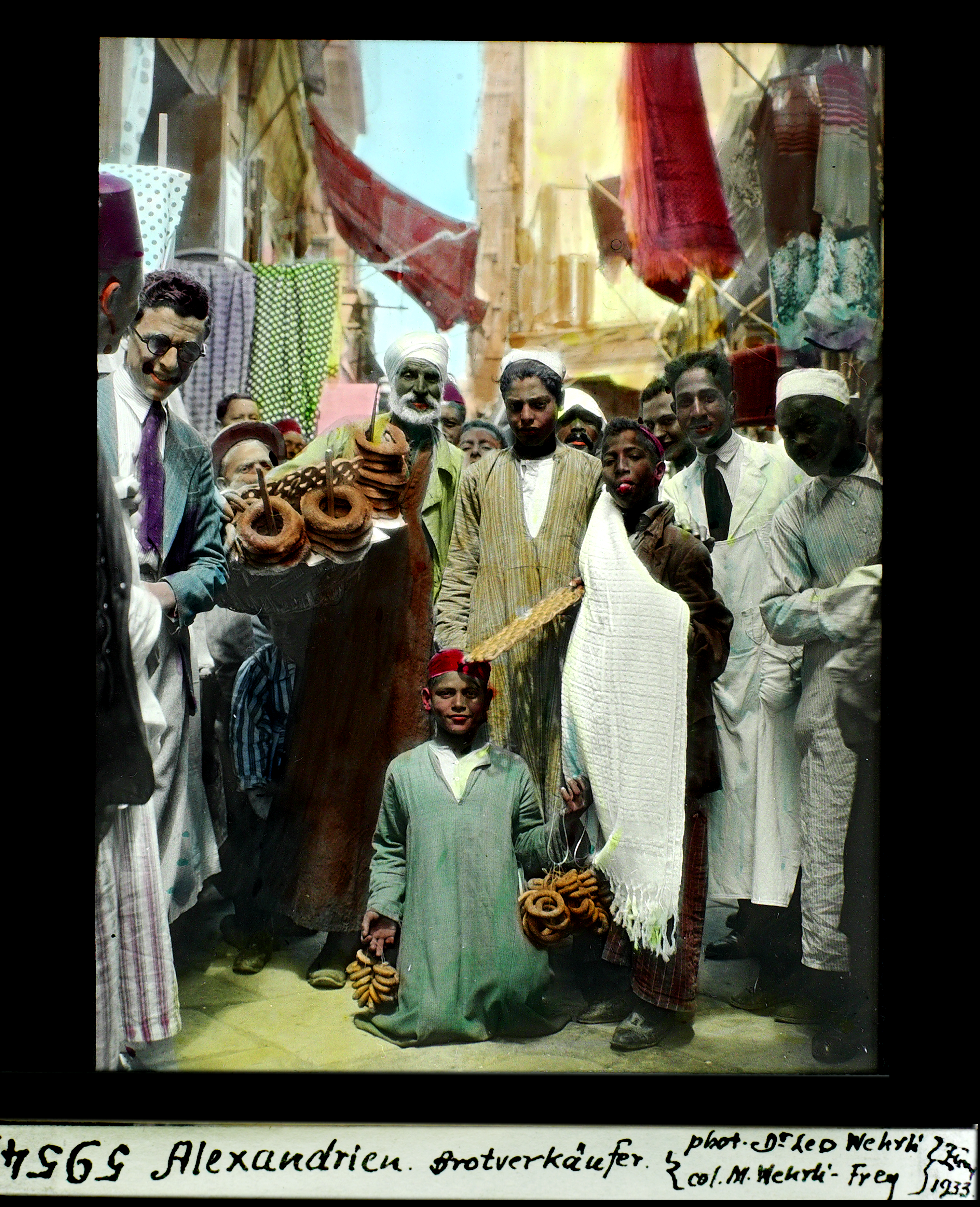
Alexandria, Brotverkäufer (1933)
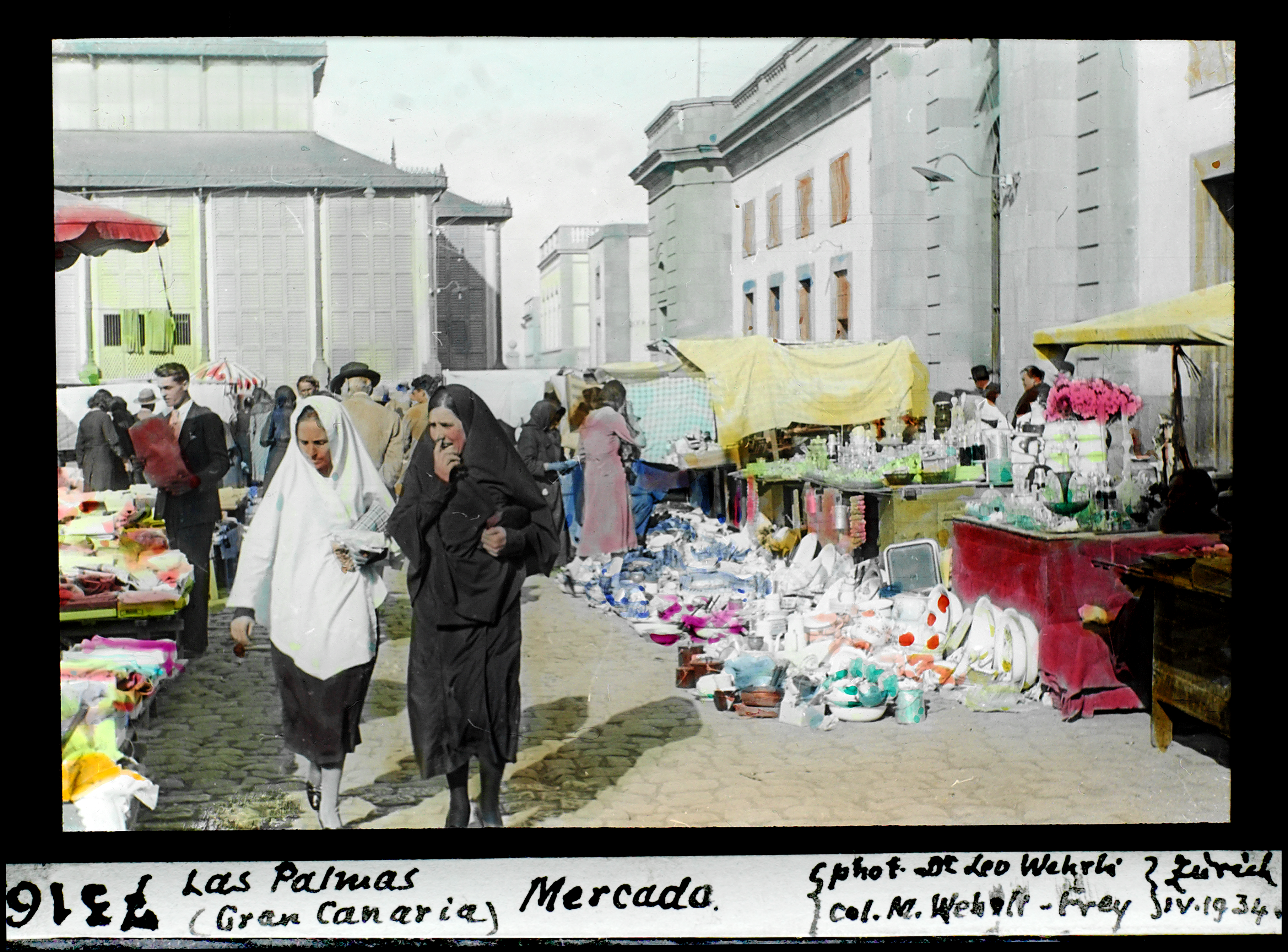
Markt in Las Palmas (1934)
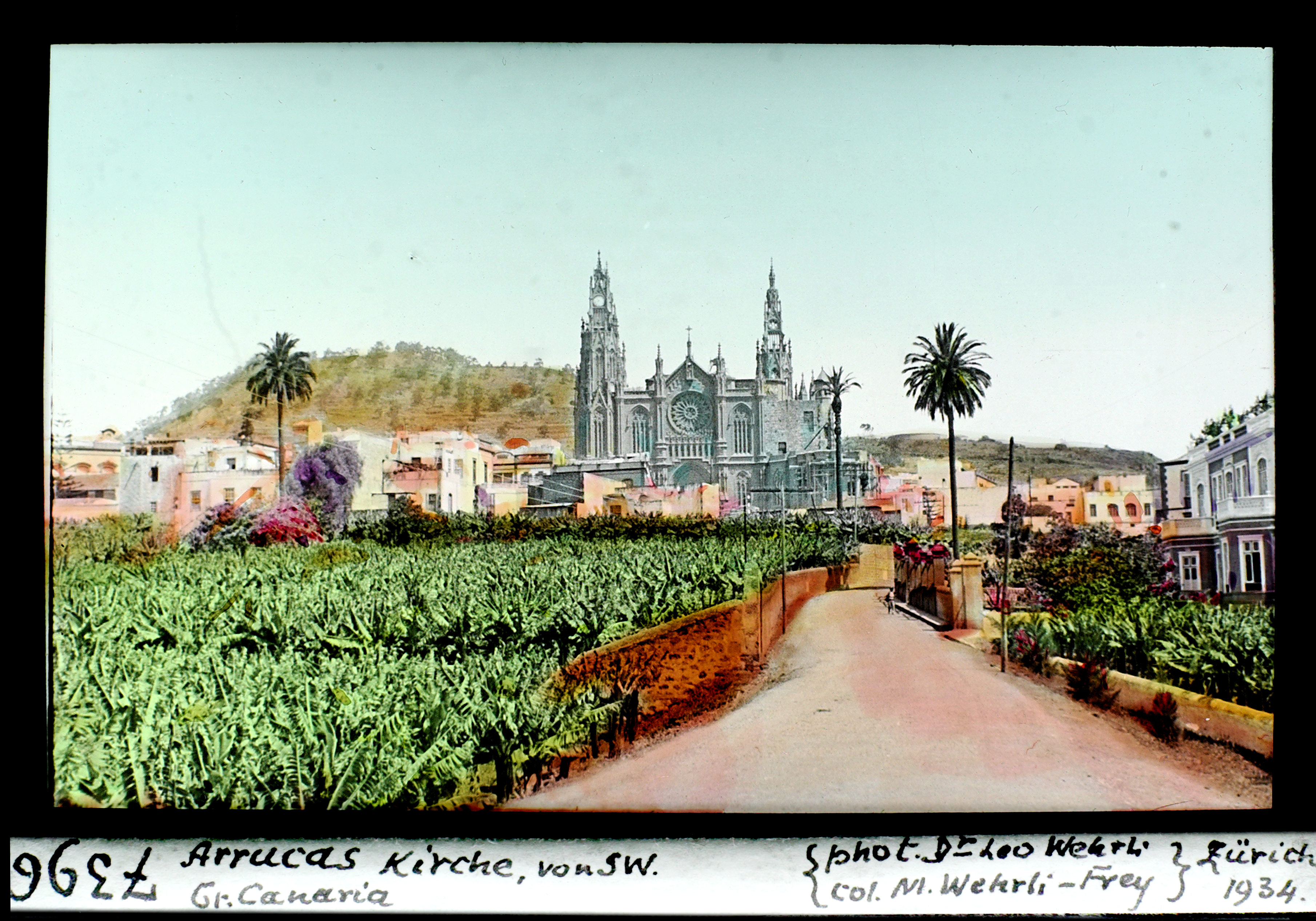
Arucas, Kirche von Südwest (1934)
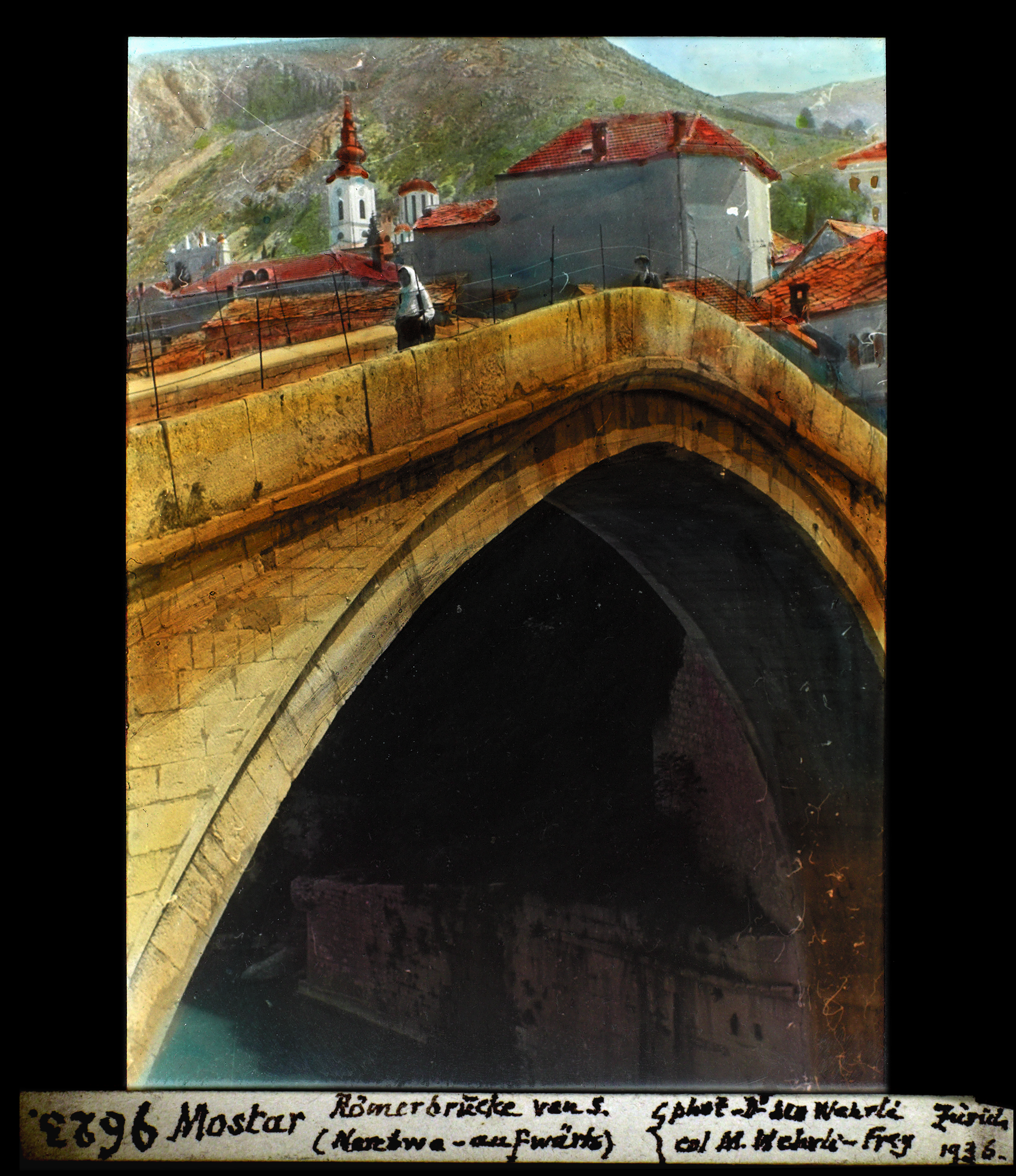
Mostar (1936)
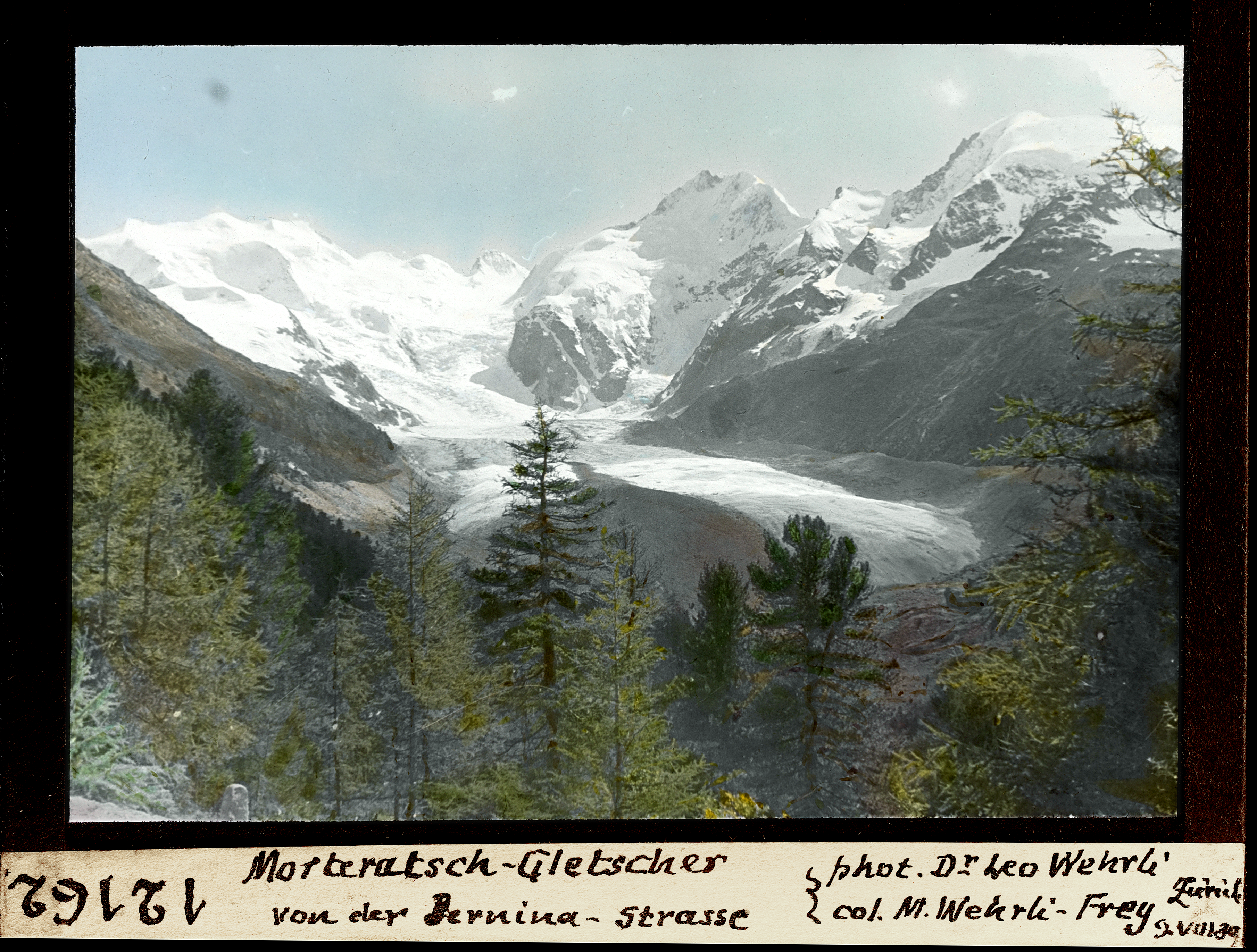
Morteratschgletscher (1939)
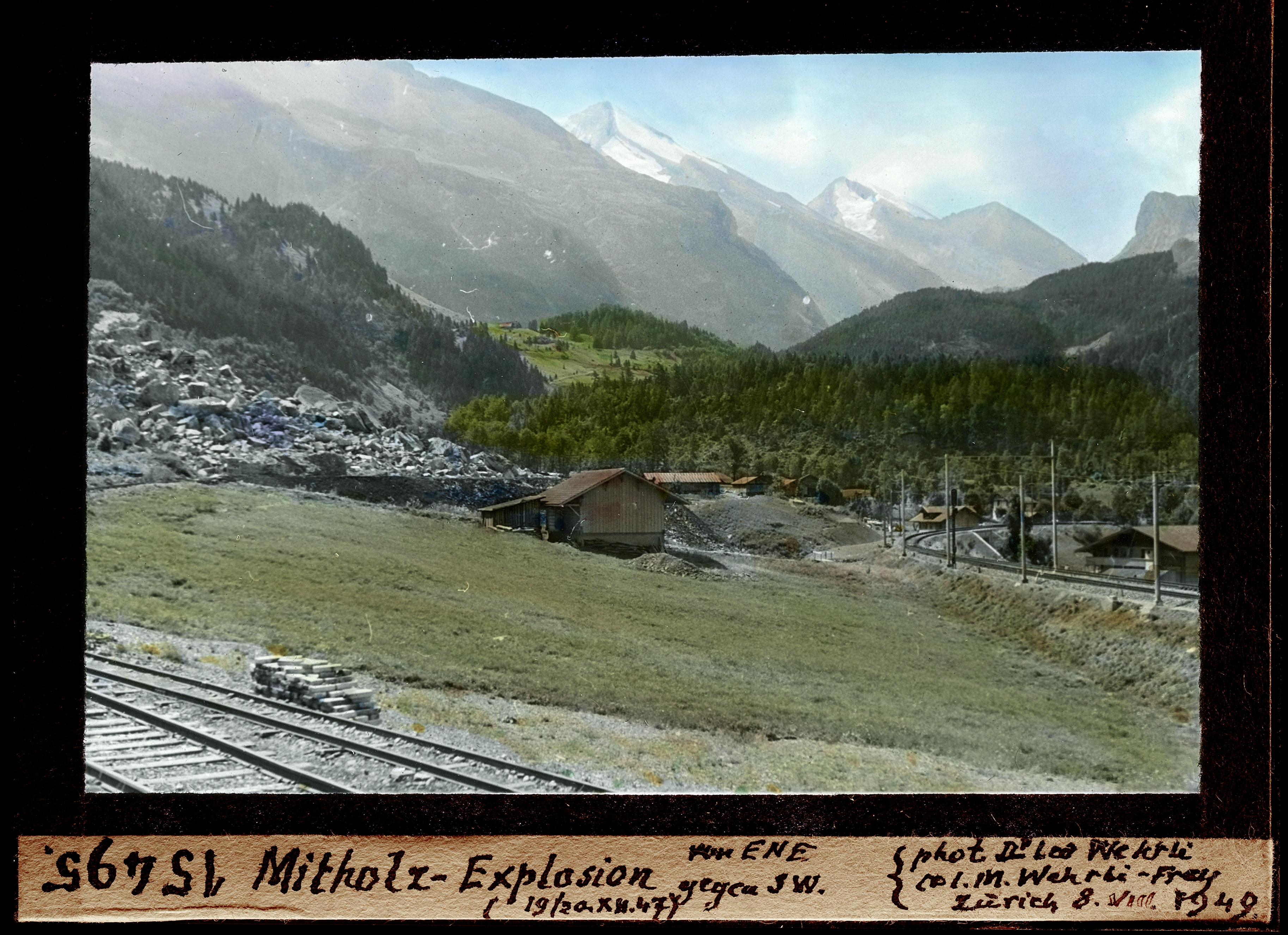
Explosions-Katastrophe von Mitholz (1949)

## Werke (Auswahl)
- Der versteinerte Wald zu Chemnitz. Beer, Zürich 1915.
- Die postkarbonischen Kohlen der Schweizeralpen. Francke, Bern 1919.
- Übersicht und Geschichte des Bergbaues von seinen Anfängen bis Mitte 1917 mit besonderer Berücksichtigung der Anthrazite der Wallis mit 47 Textfig. Geogr. Kartenverlag Bern Kümmerly & Frey, Bern 1925.